# Grimmia compactula
Grimmia compactula är en bladmossart som beskrevs av C. Müller 1898. Grimmia compactula ingår i släktet grimmior, och familjen Grimmiaceae. Inga underarter finns listade i Catalogue of Life.